# Arne Arvidson
Per Arne Arvidson, född 6 januari 1953 på Lidingö, död 21 augusti 2020 i Stockholms Maria Magdalena distrikt, var en svensk gitarrbyggare, gitarrist och kompositör, som medverkade i John Holms band, Tom Trick, samt på ett stort antal musikalbum.

## Biografi
Arne Arvidson byggde sin första elgitarr i början av 1970-talet, en röd solid body inspirerad av en Gibson Les Paul Junior. Som musiker kom genombrottet 1973 då han tillsammans med gitarristen Thommie Fransson träffade singer-songwritern John Holm och bildade det band som la grunden till skivan Lagt kort ligger.
LPn blev en framgång, låg på Kvällstoppen och John Holms band inledde sin första och enda konsertturné i december 1974. Den 21 mars 1975 fick man äran att vara förband till Deep Purple i Scandinavium, en konsert då bland andra Ritchie Blackmore fick nöjet att avnjuta Arne Arvidsons vackert kraftfulla spelstil.
Turnerandet följdes upp med den nyskapande Veckans affärer, John Holms tredje lp-skiva för Metronome.
1980, efter äventyret med John Holm, spelade Arne Arvidson med rockgruppen Tom Trick tills bandet upphörde våren 1983.
Parallellt med musicerandet skapades Arvidson Guitars där det byggdes och renoverades gitarrer och elbasar, samt erbjöds rådgivning och accessoarer.
Arne var gift med Iréne Arvidson de fick tre barn, Sofie, Per och Johan.
Arne Arvidson är begravd vid S:ta Maria Magdalena kyrkas askgravlund, ett stenkast från entrén till hans stamkrog Söders Hjärta.

## Gitarrproduktion (urval)
- AA Superstrat Fender 1979 - för Mats Ronander
- AA Telecaster Custom Schecter 1982 - för Lasse Englund
- AA Stratocaster Custom 1988 - för John Norum
- AA Elbas Custom 2/4 1989 - för Eva Dahlgren
- AA Arvidson Guitars Telecaster Custom 1991 - för Jonas Isacsson
- AA Arvidson Guitars Stratocaster Custom 1992 - för Yngwie Malmsteen

## Diskografi (urval)
- Lagt kort ligger John Holm (LP 1974 /CD 1990) Metronome MLP 15.546, 9031-70867-2.
- Veckans affärer John Holm (LP 1976 / CD 1990) Metronome MLP 15.600, 9031-70868-2.
- Sju minuter kvar Christer Nahrendorf (7' 1978) Musiklaget MLS 4.
- An Apache Enigma Thommie Fransson (LP 1981) Mercury 6362 078.
- Tom Trick Tom Trick (MiniLP 1982) WEA Metronome MILP 1.
- Verklighetens afton John Holm (LP/CD 1988) WEA 242 303-1.